# Ignamba brevis
Ignamba brevis is een pissebed uit de familie Eubelidae. De wetenschappelijke naam van de soort is voor het eerst geldig gepubliceerd in 1910 door Gustav Budde-Lund.